# Idiofa flygplats
Idiofa flygplats är ett flygfält i orten Idiofa i Kongo-Kinshasa. Det ligger i provinsen Kwilu, i den sydvästra delen av landet, 500 km öster om huvudstaden Kinshasa. Idiofa flygplats ligger 701 meter över havet. IATA-koden är IDF och ICAO-koden FZCB.